# Coptops marmorea
Coptops marmorea là một loài bọ cánh cứng trong họ Cerambycidae.